# Tour de Flandes femenino 2021
La 18.ª edición del Tour de Flandes femenino se celebró el 4 de abril de 2021 sobre un recorrido de 152 km con inicio y final en la ciudad de Oudenaarde en Bélgica.
La carrera hizo parte del UCI WorldTour Femenino 2021 como competencia de categoría 1.WWT del calendario ciclístico de máximo nivel mundial siendo la quinta carrera de dicho circuito y fue ganada por la ciclista neerlandesa Annemiek van Vleuten del equipo Movistar. El podio lo completaron la alemana Lisa Brennauer del equipo Ceratizit-WNT y la australiana Grace Brown del equipo BikeExchange.

## Equipos
Tomaron parte en la carrera un total de 24 equipos invitados por la organización de los cuales 9 fueron equipos de categoría UCI Women's WorldTeam y 15 de categoría UCI Women's Continental Teams, quienes formaron un pelotón de 143 ciclistas de los que terminaron 111. Los equipos participantes fueron:
| translation for headoftableIII_translate index 58 not found (9)- Alé BTC Ljubljana - Team BikeExchange - Canyon-SRAM Racing - Team DSM - FDJ-Nouvelle Aquitaine-Futuroscope - Liv Racing - Movistar Team - SD Worx - Trek-Segafredo UCI Women's continental teams (4)- Ceratizit-WNT Pro Cycling - Drops-Le col - Multum Accountants - Team Tibco-Silicon Valley Bank Unknown team category (11)- A.R. Monex - Aromitalia-Basso Bikes-Vaiano - Bingoal Casino-Chevalmeire - Hitec Products - Doltcini-Van Eyck Sport-Proximus - Jumbo-Visma - Lotto Soudal Ladies - Massi Tactic - Parkhotel Valkenburg - Valcar-Travel & Service - Plantur-Pura |
| |

## Clasificación final
La clasificación finalizó de la siguiente forma:

### Clasificación general
| \| Clasificación general \| Clasificación general \| Clasificación general \| Clasificación general \| Clasificación general \| \| Ciclista \| Ciclista \| Equipo \| Tiempo \| \| \| --------------------- \| --------------------- \| ---------------------------------- \| --------------------- \| --------------------- \| \| 1.ª \| Annemiek van Vleuten \| Movistar Team \| 4 h 01 min 11 s \| \| \| 2.ª \| Lisa Brennauer \| Ceratizit-WNT Pro Cycling \| + 26 s \| \| \| 3.ª \| Grace Brown \| Team BikeExchange \| + 26 s \| \| \| 4.ª \| Elisa Longo Borghini \| Trek-Segafredo \| + 26 s \| \| \| 5.ª \| Demi Vollering \| SD Worx \| + 26 s \| \| \| 6.ª \| Marta Cavalli \| FDJ-Nouvelle Aquitaine-Futuroscope \| + 26 s \| \| \| 7.ª \| Cecilie Uttrup Ludwig \| FDJ-Nouvelle Aquitaine-Futuroscope \| + 28 s \| \| \| 8.ª \| Anna van der Breggen \| SD Worx \| + 35 s \| \| \| 9.ª \| Marlen Reusser \| Alé BTC Ljubljana \| + 51 s \| \| \| 10.ª \| Kristen Faulkner \| Tibco-Silicon Valley Bank \| + 55 s \| \| |                       |                                    |                 |
| |                       |                                    |                 |
| Fuentes: ProCyclingStats Cycling Quotient |                       |                                    |                 |
| Clasificación general |                       |                                    |                 |
| Ciclista | Ciclista              | Equipo                             | Tiempo          |
| 1.ª | Annemiek van Vleuten  | Movistar Team                      | 4 h 01 min 11 s |
| 2.ª | Lisa Brennauer        | Ceratizit-WNT Pro Cycling          | + 26 s          |
| 3.ª | Grace Brown           | Team BikeExchange                  | + 26 s          |
| 4.ª | Elisa Longo Borghini  | Trek-Segafredo                     | + 26 s          |
| 5.ª | Demi Vollering        | SD Worx                            | + 26 s          |
| 6.ª | Marta Cavalli         | FDJ-Nouvelle Aquitaine-Futuroscope | + 26 s          |
| 7.ª | Cecilie Uttrup Ludwig | FDJ-Nouvelle Aquitaine-Futuroscope | + 28 s          |
| 8.ª | Anna van der Breggen  | SD Worx                            | + 35 s          |
| 9.ª | Marlen Reusser        | Alé BTC Ljubljana                  | + 51 s          |
| 10.ª | Kristen Faulkner      | Tibco-Silicon Valley Bank          | + 55 s          |

## Ciclistas participantes y posiciones finales
Convenciones:
- AB: Abandonó
- FLT: Retiro por llegada fuera del límite de tiempo
- NTS: No tomó la salida
- DES: Descalificada o expulsada

## UCI WorldTour Femenino
El Tour de Flandes femenino otorgó puntos para el UCI World Ranking Femenino y el UCI WorldTour Femenino para corredoras de los equipos en las categorías UCI WorldTeam Femenino y Continental Femenino. Las siguientes tablas muestran el baremo de puntuación y las 10 corredoras que obtuvieron más puntos:
| Posición   | 1.ª | 2.ª | 3.ª | 4.ª | 5.ª | 6.ª | 7.ª | 8.ª | 9.ª | 10.ª | 11.ª | 12.ª | 13.ª | 14.ª | 15.ª | 16.ª-20.ª | 21.ª-30.ª | 31.ª-40.ª |
| Puntuación | 400 | 320 | 260 | 220 | 180 | 140 | 120 | 100 | 80  | 68   | 56   | 48   | 40   | 32   | 28   | 24        | 16        | 8         |

| Clasificación |                       |                                    |        |
| Posición      | Ciclista              | Equipo                             | Puntos |
| ------------- | --------------------- | ---------------------------------- | ------ |
| 1.ª           | Annemiek van Vleuten  | Movistar                           | 400    |
| 2.ª           | Lisa Brennauer        | Ceratizit-WNT                      | 320    |
| 3.ª           | Grace Brown           | BikeExchange                       | 260    |
| 4.ª           | Elisa Longo Borghini  | Trek-Segafredo                     | 220    |
| 5.ª           | Demi Vollering        | SD Worx                            | 180    |
| 6.ª           | Marta Cavalli         | FDJ Nouvelle Aquitaine Futuroscope | 140    |
| 7.ª           | Cecilie Uttrup Ludwig | FDJ Nouvelle Aquitaine Futuroscope | 120    |
| 8.ª           | Anna van der Breggen  | SD Worx                            | 100    |
| 9.ª           | Marlen Reusser        | Alé BTC Ljubljana                  | 80     |
| 10.ª          | Kristen Faulkner      | Tibco-Silicon Valley Bank          | 68     |